# الحزب الشيوعي الإيراني (الماركسي اللينيني الماوي)
الحزب الشيوعي الإيراني (الماركسي اللينيني الماوي) (بالفارسية: حزب کمونیست ایران (مارکسیست-لنینیست-مائوئیست)) هو حزب شيوعي إيراني يعمل من أجل تحقيق ثورة لتأسيس جمهورية اشتراكية جديدة بدلاً من جمهورية إيران الإسلامية.
الحزب هو استمرار لاتحاد الشيوعيين الإيرانيين (ساربيداران). يؤمن الحزب أن إيران دولة شبه مستعمرة" ويحاول إطلاق "حرب شعبية" في إيران.
نشر الحزب العديد من الكتب والمجلات مثل حقیقت (الحقيقة) وجهانی برای فتح (العالم للتغلب عليه). كما يشارك الحزب في مظاهرات مختلفة في الخارج.

## روابط خارجية
- https://cpimlm.org